# کالپه (قزاقستان)
کالپه (انگلیسی: Kälpe) یک شهرک در استان جتی‌سوی کشور قزاقستان است.